# Serrat de la Peça
El Serrat de la Peça és una muntanya de 878 metres que es troba al municipi del Brull, a la comarca d'Osona.
Al cim s'hi pot trobar un vèrtex geodèsic (referència 292106001).